# Pleasant Point (Nouvelle-Zélande)
Pour les articles homonymes, voir Pleasant Point.
Pleasant Point est une localité de l'Île du Sud de la Nouvelle-Zélande. 

## Situation
Elle est localisée dans le sud de la région de Canterbury, sur la côte est dans l’Île du Sud, à 19 km à l’intérieur des terres à partir de la ville de Timaru, sur le trajet de la route State Highway 8 (en).
Il y a 2 cours d’eau à proximité: le fleuve Opihi et la rivière Tengawai.
Ces deux cours d’eau se rencontrent juste au nord de la ville.

## Population
Elle a une population de 1 310 habitants selon le recensement de 2013 en Nouvelle-Zélande.

## Activités économiques
C’est une ville de service pour le district des fermes alentour. Des vignobles ont aussi été établis dans ce secteur.
Pleasant Point est aussi connu pour les activités de soufflage du verre, la taxidermie, la forge et la fabrication des mille-feuilles  et l’art des roches: Pounamu par les Māori, qui peuvent être trouvées à proximité.

## Attraction
L’une des principales attractions du secteur est le chemin de fer historique et le Pleasant Point Museum and Railway (en), qui fait fonctionner des  locomotives à vapeur  et en particulier, une des deux seules répliques de l' autorail Ford T (en) restante dans le monde.
Elle permet ainsi de transporter ainsi environ 10,000 personnes par an.
Depuis plus de cent ans, la ligne de chemin de fer de la branche de Fairlie (en) passait à travers la ville.
Elle fut fermée le 2 mars 1968, et la ligne historique formant le patrimoine, utilise 2,5 km de trajet de traction le long du trajet de l’ancienne ligne.

## Personnalités liées à la commune
L'architecte néo-zélandais Robert Lawson est décédé à Pleasant Point en décembre 1902. Il est connu pour ses réalisations de style néo-gothiques et néo-classiques en Nouvelle-Zélande et en Australie.

## Éducation
La ville a aussi deux écoles primaires, une école maternelle et un centre de loisir.
L’école de “Pleasant Point High School” fut fermée par le gouvernement travailliste en 2004.